# 賈里德·伯恩斯坦
賈里德·伯恩斯坦（英語：Jared Bernstein，1955年—）是美國經濟學家，曾任經濟顧問委員會主席。是預算和政策優先事項中心高級研究員，2009年至2011年伯恩斯坦担任奥巴马政府、副总统乔·拜登首席经济学家和经济顾问 。
2023年2月，乔·拜登總統提名伯恩斯坦擔任经济顾问委员会主席，2023年6月13日確認，2023年7月10日在副總統賀錦麗的主持下宣誓就職。

## 早年生活和教育
伯恩斯坦畢業於曼哈頓音樂學院，獲得音樂學士學位，在從奧林·奧布萊恩學習低音提琴。還獲得亨特學院的社会工作专业硕士學位以及哥倫比亞大學社會工作學院社會福利DSW學位。伯恩斯坦是猶太裔。

## 外部連結
- C-SPAN內的頁面（英文）
- 賈里德·伯恩斯坦在《紐約時報》上的節選新聞及評論